# Mitch Nichols
Pour les articles homonymes, voir Nichols.
Mitch Nichols est un footballeur australien né le 1er mai 1989 à Southport. Il évolue au poste de milieu de terrain.

## Palmarès
- Champion d'Australie en 2011 et 2012 avec Brisbane Roar